# Nikolaj Fadeečev
Nikolaj Borisovič Fadeečev (in russo Николай Борисович Фадеечев?; Mosca, 27 gennaio 1933 – Mosca, 23 giugno 2020) è stato un ballerino russo.

## Biografia
Dopo gli studi all'Accademia statale di coreografia di Mosca, Fadeečev si unì al Balletto Bol'šoj nel 1952, dove danzò accanto a Galina Ulanova in Giselle e ne Les Sylphides, oltre ad essere partner sulla scena di Majja Pliseckaja, Raisa Stručkova, Nina Timofeeva, Marina Kondrat'eva, Natal'ja Bessmertnova, Ekaterina Maksimova e Ljudmila Semenjaka. Nel corso della sua carriera danzò molti dei grandi ruoli maschili del repertorio, tra cui Siegfried ne Il lago dei cigni, il principe e Barbablu ne La bella addormentata, il principe e il re dei topo ne Lo schiaccianoci, Albrecht in Giselle, Jean e Bernard in Rajmonda, Romeo in Romeo e Giulietta ed Harmodius in Spartak. Fu anche il principe Ivan nella prima del Bol'šoj de L'uccello di fuoco. Dopo il ritiro dalle scene nel 1977 si dedicò all'insegnamento e divenne maestro di balletto e répétiteur del Teatro Bol'šoj. Fu anche nominato Artista del popolo dell'Unione Sovietica. Tra i suoi studenti vi sono Nikolaj Ciskaridze, Andrej Uvarov, Sergej Filin, Ruslan Skvorcov e Artëm Ovčarenko.